# 上海廣方言館
上海廣方言館創設於清同治二年（1863年），起初名為上海同文館，由江蘇巡撫李鴻章奏設，以培養翻譯人才。1867年改名上海廣方言館。
廣方言館仿照同文館設立，是外國語言文字學館，選拔鄰近地區十四歲以下的文童，聘西人及內地品學兼優之舉人、貢生教習。同治六年（1867年），江南製造總局設立翻譯館，並於同治八年（1869年）將廣方言館併入製造局內，但仍保留廣方言館名稱。廣方言館除英文、法文、算學外，亦有教授地礦、金屬、機械、船炮等工科知識。光緒三十一年（1905年），上海廣方言館改制為工業學校，脫離江南製造總局。